# Полинезийское флористическое подцарство

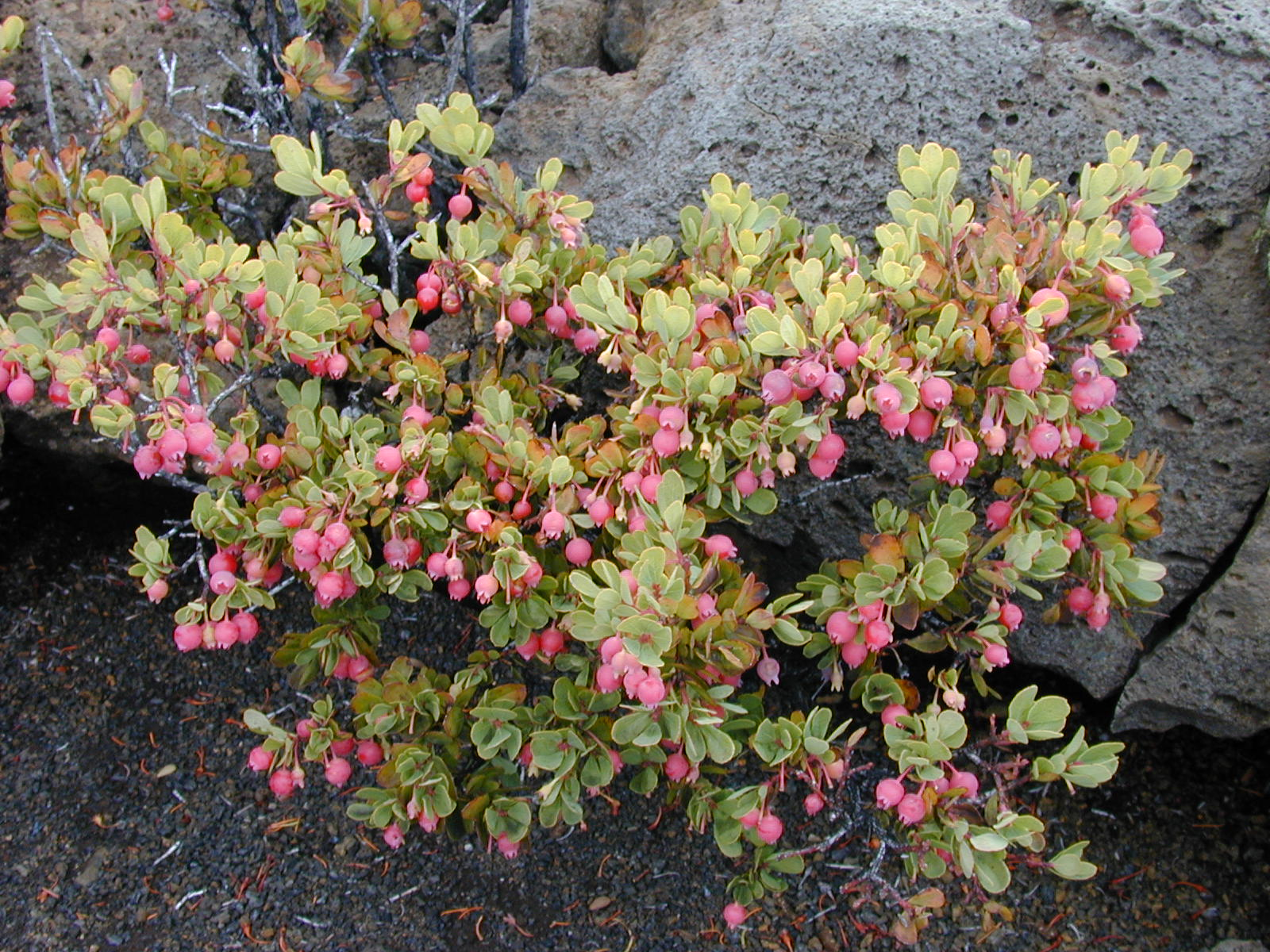
Вакциниум сетчатый (Vaccinium reticulatum), один из эндемиков Гавайских островов

Полинези́йское флористи́ческое подца́рство — единица флористического деления суши, входящая в Палеотропическое флористическое царство. Объединяет островные области с очень молодыми флорами иммиграционного типа, сформировавшимися не ранее чем 2,5 млн лет назад.

## Общая характеристика
Флора подцарства ведёт своё происхождение от индо-малезийской флоры, но отличается от неё внедрением австралийских и отчасти северо-американских видов. Характерно отсутствие эндемичных семейств, но родовой и видовой эндемизм довольно высок.
А. Л. Тахтаджян разделяет подцарство на две области — Полинезийскую и Гавайскую.

## Полинезийская область
Полинезийская область делится на две провинции:
1. Микронезийская провинция (англ. Micronesian District) включает Каролинские острова, Марианские острова, о. Минамиторн, атолл Уэйк, Маршалловы острова, острова Гилберта, Науру и Ошен, а также ряд островов, географически принадлежащих Полинезии: Хауленд, Бейкер, острова Эллис, Феникс и Токелау.
2. Полинезийская провинция (англ. Polynesian District) включает полинезийские острова Лайн, острова Кука, острова Общества, Тубуаи, Туамоту, остров Рапа, Маркизские острова, острова Питкэрн, Мангарева, Хендерсон, Дюси, Пасхи, Сала-и-Гомес.

Число эндемичных родов в составе флоры невелико. Среди них Guamia (семейство Анноновые), Metatrophis (Крапивные), Tahitia (Липовые), Lebronnecia (Мальвовые), Bonnierella и Reynoldsia (семейство Аралиевые), Cyrtandroidea (Геснериевые), Apetahia и Sclerotheca (Колокольчиковые), Fitchia (Астровые) и Pelagodoxa (семейство Пальмы). Большинство из перечисленных родов включают по 1-2 вида, на их фоне выделяются роды Рейнольдсия с 14 видами и Фитчия (7 видов).

## Гавайская область
Гавайская область — одна из самых небольших по территории: в неё входят только Гавайские острова и атолл Джонстона. Тем не менее, своеобразие её флоры позволяет большинству авторов выделять эту область как вполне самостоятельную.
Флора носит ярко выраженный иммиграционный характер. Доминируют индо-малезийские виды, а австралийские лишь незначительно уступают северо-американским. Флора относительно бедна: число родов не превышает 230, полностью отсутствуют Хвойные, а также порядки Магнолиецветные и Перечноцветные; очень мало орхидей. Однако, видовой эндемизм необычайно высок: из 2700 видов 97 % являются эндемиками.
Эндемичные роды: Diellia и Sadleria (семейство Костенцовые), Neraudia и Touchardia (Крапивные), Schiedea (Гвоздичные), Nototrichium (Амарантовые), Isodendrion (14 видов, семейство Фиалковые), Hillebrandia (Бегониевые), Hibiscadelphus и Kokia (Мальвовые), Neowawraea (Молочайные), Sroussaisia (Гортензиевые), Platydesma (Рутовые), Munroidendron (Аралиевые), Labordia (23 вида, семейство Логаниевые), Pteralyxia (Кутровые), Bobea (Мареновые), Perispermum (Вьюнковые), Nothocestrum (Паслёновые), Haplostachys и Stenogyne (соответственно 5 и 28 видов, Яснотковые), Dissochondrus (Мятликовые), а также по 6 родов семейств Лобелиевые и Астровые. Также много эндемичных подродов и секций.
Внутри Гавайской области выделяется только одна, Гавайская провинция.